# 通りすぎた愛
「通りすぎた愛」は、1974年8月21日に発売された葵テルヨシの4枚目のシングル。

## 収録曲
1. 通りすぎた愛（3分37秒）
作詞：有馬三恵子／作曲：馬飼野康二／編曲：高田弘
2. ふみにじられた青春（3分45秒）
作詞：片桐和子／作曲・編曲：利根常昭